# 札幌市交通局A820形電車
札幌市交通局A820形電車（さっぽろしこうつうきょくA820がたでんしゃ）は、札幌市交通局が1964年に導入した札幌市電の路面電車車両である。

## 概要
1964年（昭和39年）、同年に登場したA810形の改良形として製造された連接車。A821-A822号・A823-A824号の2編成4車体。
330形以来の札幌スタイルの完成形とも言える、D1040形と共通する曲面を多用した姿で登場した。A810形と同様の片側4扉であるが、運転台両側は引戸になり、開閉時間を要した幅1,800 mmの巨大な片開き扉は、通常の両開き扉に変更された。
前照灯はMTc以来の2灯式となったが、中央に寄せられ、飾り帯と組み合わされた。尾灯はA800形と同様の角型レンズとなり、方向幕、ベンチレーターと共に前面窓上のケーシングにまとめられた。
側面窓は大型の固定式で、上部の小窓は下ヒンジの内開きとなっていた。窓の天地寸法を大きく採ったため、腰掛には非常に小ぶりの背ずり（腰当て）しかなく、窓保護棒に樹脂板をあてたものを背もたれの代わりとしていた。ラッシュ時用の一部収納座席も踏襲されている。
鉄北車庫に配属されて2系統に充当された後、南北分断時に南車庫（現・電車事業所）に異動し、1976年（昭和51年）に全車廃車となった。

## 保存車
A821号の前頭部が交通局教習所の教材として現存。またA823-A824号の車体が西区平和の民間施設で利用されていたが、2002年（平成14年）に解体されている。

## 主要諸元（2車体分）
- 全長：21,800mm
- 全幅：2,230mm
- 全高：3,515mm（奇数車）、3,170mm（偶数車）
- 自重：25t
- 定員：150人
- 出力・駆動方式：45.0kW×3・吊り掛け式
- 台車型式：東急車輌TS-119（両端）・TS-120（中間部）